# هبة حسن
هبة حسن ممثلة مصرية ولدت بالإسكندرية.

## سيرة ذاتية
درست القانون بكلية الحقوق، جامعة الإسكندرية. جاءتها الفرصة للاشتراك بالمسلسل التليفزيوني «أرض الرجال» بعد أن تقدمت لاختبار الوجوه الجديدة ونجحت به. وبعد تصوير المسلسل رفضت الرقابة عرضه، فشاركت بعده في مسلسل «للثروة حسابات أخرى». ثم ساهمت في عدة أعمال فنية منها «أكتوبر الأخر» الذي عرض برمضان 2010 ومسلسل «الخواجة عبد القادر» في رمضان 2012. وشاركت أيضاً في مسلسل «أنا وبابا وماما».

## وصلات خارجية
- هبة حسن على موقع الدهليز
- هبة حسن على موقع قاعدة بيانات الأفلام العربية